# 烟波致爽殿
烟波致爽殿是位於承德避暑山莊的清朝皇帝寢宮之一，始建於清朝康熙四十九年（1710年），殿名由康熙帝命名。內有7間房屋，兩間設有寶座，兩間為佛堂。烟波致爽殿頂部為歇山頂，烟波致爽殿兩側有小院，為妃子住處，宮殿與小院有門相通。第二次鴉片戰爭期間，咸豐帝攜慈禧太后與慈安太后逃往承德避暑山莊，慈禧太后與慈安太后分別居於烟波致爽殿的西院和東院，此為西太后和東太后名稱由來。1861年，咸豐帝在烟波致爽殿病逝。